# براندون روث
براندون جيمس روث (9 أكتوبر 1979 - )، ممثل أمريكي. لعب دور سوبرمان في فيلم عودة سوبرمان عام 2006 والذي أكسبه شهرة عالمية، وفي عام 2011 لعب دور البطولة في فيلم ديلان دوج، ميت من الليل [الإنجليزية]، ولعب دورالشخصية الخيالية دانيال شو [الإنجليزية] في برنامج تشاك الذي عرض على قناة هيئة الإذاعة الوطنية، كما لعب أدوار ثانوية في فيلمي زاك و ميري يصنعان الإباحية وسكوت بيلجرام يواجه العالم.

## أعماله
جو لوجان
Crooked Arrows
2012
جيمس أندرسون
Missing William
2011
تود انجرام
Scott Pilgrim vs. the World
2010
ميلو بيبر
Miss Nobody
العميل دي جي جاكسون
Unthinkable
ديلان دوج
Dylan Dog: Dead of Night
كيربي بوبوف
Stuntmen
2009
سيزيمور
Life Is Hot in Cracktown
 
سكوت تيلر
Table for Three
 
جيمس
Fling
2008
بوبي لونج
Zack and Miri Make a Porno
 
سوبرمان \ كلارك كينت
Superman Returns
2006
تيم بيترز
Karla
 
كونور
Odd Man Out (TV series)
1999

## أدواره في السينما الأمريكية
يعتبر أشهر الأدوار التي قام بها "براندون روث" دور الرجل الخارق سوبرمان في فيلم Superman Returns عام 2006، وقد لا يعرفه عدد كبير من الجماهير إلا من خلال هذا الدور.
ولد "براندو جيمس روث" في آيوا سيتي بالولايات المتحدة الأميركية، وقد أحب التمثيل خلال فترة دراسته في جامعة آيوا التي كانت يدرس فيها الأدب الإسكتلندي، فشارك في العروض المسرحية التي كانت تقدمها، والتي أصبحت بعد ذلك الباب الذي ذهب من خلاله إلى التمثيل السينمائي.
ظهر "روث" أولاً عام 1999 في المسلسل التليفزيوني Odd Man Out،ومسلسل Undressed في العام نفسه، ثم مسلسل Gilmore Girls عام2001.
توالت الأعمال بعد ذلك على "روث"، ولكنها لم تكن أدوار مؤثرة في أفلام قوية حتى جاء عام 2006 ليؤدي دور سوبرمان الشخصية التي طالما حلم بها منذ صغره حيث كان يجمع صور الشخصية باستمرار، وقد احتاج هذا الدور منه مجهوداً كبيراً حتى يصبح جسده ملائماً للشخصية الخارقة التي يؤديها بالإضافة إلى الحركات البدنية التي تحتاج لياقة بدنية عالية، ليصبح الفيلم سبباً في زيادة معدل الأدوار التي حصل عليها بعد ذلك، على الرغم من أنها لم تكن بقوة سوبرمان.
بجانب التمثيل فإن "روث" يحب الموسيقى ويستطيع العزف على الترومبيت والبيانو، ويعتبر فيلم Braveheart هو المفضل بالنسبة له على الإطلاق.

## مواقع خارجية
- براندون روث على موقع IMDb (الإنجليزية)
- براندون روث على موقع ميتاكريتيك (الإنجليزية)
- براندون روث على موقع روتن توميتوز (الإنجليزية)
- براندون روث على موقع قاعدة بيانات الأفلام العربية
- براندون روث على موقع ألو سيني (الفرنسية)
- براندون روث على موقع تيرنر كلاسيك موفيز (الإنجليزية)
- براندون روث على موقع أول موفي (الإنجليزية)
- براندون روث على موقع بوكس أوفيس موجو (الإنجليزية)
- براندون روث على موقع قاعدة بيانات الأفلام السويدية (السويدية)
- براندون روث على موقع إن إن دي بي (الإنجليزية)